# Polyrhachis schang
Polyrhachis schang är en myrart som beskrevs av Auguste-Henri Forel 1879. Polyrhachis schang ingår i släktet Polyrhachis och familjen myror.

## Underarter
Arten delas in i följande underarter:
- P. s. alata
- P. s. amboinae
- P. s. cnemidata
- P. s. excitata
- P. s. laurae
- P. s. leviuscula
- P. s. parvicella
- P. s. schang